# Effet Pomerantchouk
L'effet Pomerantchouk (ou Pomeranchuk en anglais), du nom du physicien Isaac Pomerantchouk, est le phénomène par lequel l'hélium 3 se détend s'il est comprimé de manière isentropique en dessous de 0,3 K. Ce phénomène se produit car l'hélium 3 a la propriété que sa solidification en dessous de 0,3 K nécessite une pression. Cette propriété peut être utilisée pour construire un refroidisseur cryogénique.